# (4769) Касталия
(4769) Касталия (др.-греч. Κασταλία) — контактно-двойной околоземный астероид из группы аполлонов, который принадлежит к светлому спектральному классу S и характеризуется сильно вытянутой орбитой с большим эксцентриситетом, из-за чего в процессе своего движения вокруг Солнца он пересекает орбиты сразу трёх планет: Венеры, Земли и Марса. Он был открыт 9 августа 1989 года американским астрономом Элеанор Хелин в Паломарской обсерватории и назван в честь древнегреческой нимфы Касталии.

Орбита астероида Касталия и его положение в Солнечной системе

Во время последнего тесного сближения с Землёй 25 августа 1989 года Касталия прошла мимо неё на расстоянии 4 029 840 км (11 радиусов лунной орбиты), что позволило учёным в обсерватории Аресибо провести подробные радарные наблюдения этого астероида. Во время сближения максимальная звёздная величина астероида составила 12m. В результате этих наблюдений удалось получить трёхмерную модель объекта и определить форму и размеры астероида. Выяснилось, что астероид по форме больше всего напоминает плод арахиса и представляет собой два шарообразных тела (диаметром 800 метров каждое), соединённых тонкой перемычкой. Возможно, что астероид представляет собой две отдельные группы обломков, расположенные почти вплотную друг к другу и вращающиеся вокруг общего центра масс.